# Børnehjælpsdagen i København
 For alternative betydninger, se Børnehjælpsdagen (flertydig). (Se også artikler, som begynder med Børnehjælpsdagen)
Børnehjælpsdagen i København er en dokumentarisk optagelse fra 1907 produceret af Nordisk Films Kompagni. Filmens instruktør og fotograf er ukendt.

## Handling
Fra udsmykkede vogne, der kører gennem Københavns gader, samles der penge ind til Børnenes Kontor. Stort optog gennem Strøget. Dans. Publikum får sig en svingom. Indsamlinger fra flagsmykkede vogne. Velgørenhed.